# Виктория (пустиня)
Вижте пояснителната страница за други значения на Виктория.
Голямата пустиня Виктория (на английски: Great Victoria Desert) е пясъчна пустиня в Южна Австралия, разположена в югоизточната част на щата Западна Австралия и в северозападната част на щата Южна Австралия. Площта ѝ е 424 400 км² и е най-голямата пустиня в Австралия. На запад граничи с екорегиона Western Australia Mallee shrub, на северозапад е Малката пясъчна пустиня, на север са пустинята Гибсън и планините Мъсгрейв, на изток – по-малките пустини Тирари и Стъртс Стоуни, а на юг е разположена голямата безводна равнина Наларбор, отделяща я от Големия Австралийски залив. Дължината ѝ от запад на изток е около 1200 km, ширината ѝ в източната част е до 550 km, а надморската ѝ височина варира от 150 до 300 m.
Най-характерните форми на релефа ѝ са успоредно разположените пясъчни дюни с височина от 10 до 30 m и простиране от запад-северозапад на изток-югоизток по направление на преобладаващите ветрове. Освен това се срещат затревени пространства заети от житната сухолюбива трева спинифекс и малки временни солени езера. В някои ниски участъци се срещат храстовидни акации и евкалипти. Годишната сума на валежите варира от 125 mm на северозапад до 250 mm на югоизток, като изключително редките валежи падат предимно през зимата. Доста често се случват гръмотевични бури (15 – 20 на година). Дневната температура през лятото е 32 – 40 °C, а през зимата 18 – 23 °C. Поради неблагоприятните климатични условия и почти пълната липса на водни източници територията на пустинята не се използва за селскостопански цели и е трудно достъпна. В частта и разположена в щата Южна Австралия се намира охраняемата зона Мамунгари (англ. „Mamungari Conservation Park“). Това е един от дванадесетте биосферни резервата в Австралия. Тя е населена от няколко групи австралийски аборигени, сред които са и племената когара и мирнинг.
Голямата пустиня Виктория е открита и за първи път пресечена от изток на запад през 1875 г. от английския изследовател Ърнест Джайлс, който я наименува в чест на британската кралица Виктория.